# Körperfarbe
Körperfarbe (auch Gegenstandsfarbe) ist die Farbe eines Nichtselbstleuchters, also eines Körpers, der zur Sichtbarmachung einer beleuchtenden Strahlung bedarf. Es ist der Farbreiz, der von Objekten (feste, flüssige, gasförmige) ausgeht, die Umgebungslicht trans- oder remittieren. Im Gegensatz dazu ist Lichtfarbe die Farbe einer selbstleuchtenden Lichtquelle.

## Physikalische Beschreibung
Körperfarben ändern die spektrale Zusammensetzung entsprechend ihrem Transmissions- und Remissionsverhalten. Aus praktischen Gründen unterscheidet man Durchsichtsfarben von Aufsichtsfarben: 
- Durchsichtsfarben (farbige Lösungen, Farbfilter) werden durch den spektralen Transmissionsgrad τλ beschrieben.
- Aufsichtsfarben (Anstrich, Textilfärbung) werden durch den spektralen Remissionsgrad βλ beschrieben.

Der Farbeindruck entsteht, indem das auftreffende Licht reflektiert und dabei in seiner spektralen Zusammensetzung verändert wird. Dabei wirken zwei Eigenschaften des Körpers: Einerseits beeinflusst die Einfärbung (Pigmentierung) die Absorption des Lichts durch die spezifischen Elektronenkonfigurationen, andererseits die auf Grund der Oberflächeneigenschaften des Körpers entstehende Lichtstreuung. Die Streuung wird sowohl durch makroskopische Teilchen als auch durch quantenmechanische Effekte hervorgerufen.
Der farbmetrische Ansatz für die wertmäßige Beschreibung der Körperfarbe – also zwischen Substrat, Färbestoff und Körperoberfläche – stammt von Kubelka und Munk. Damit wird ein Zusammenhang zwischen dem konzentrationsabhängigen Absorptionskoeffizienten K, einem stoffspezifischen Streukoeffizienten S und dem Remissionsgrad β(λ) hergestellt. Diese Beziehung ist eine Funktion der Wellenlänge, d. h. spektral abhängig. In differentiellen Schichten nahe der Oberfläche werden differentielle Anteile des auftreffenden Lichtes gestreut und vom absorbierten Licht wird jeweils an der nächsten Schicht wiederum ein Anteil gestreut. Die Körpereigenschaft wird in Abhängigkeit von der Wellenlänge als Remissionsgrad β(λ) spektral angegeben. Die Wahrnehmung wird weiterhin noch von der herrschenden Beleuchtung (Lichtart, Weißpunkt) beeinflusst, die ebenfalls als Spektrum S(λ) in die Wirkung eingeht.

### Remission
Viele Körper „haben“ von Natur aus eine Eigenfärbung (grüne Pflanzen, rotes Blut, verschiedene farbige Blüten, rote oder braune Erde). Andere Körper wurden absichtlich mit einer gewünschten Farbe versehen. Beispielhaft hierfür ist jede mit einem Färbemittel gefärbte Textilie, ein lackiertes Auto oder ein angestrichenes Haus.
In diesen Fällen wird nur ein Teil des Lichtes, das auf die farbigen Körper fällt, wieder reflektiert. Die spektrale Zusammensetzung des reflektierten Lichts ist gegenüber der Beleuchtung verändert und erweckt damit einen bestimmten Farbeindruck beim Betrachten des Körpers.

### Streuung
Die spektrale Zusammensetzung des gestreuten Lichtes ist nicht in allen Streurichtungen die gleiche. Die Streuung hängt stark vom Verhältnis der Teilchengröße zur Wellenlänge ab. In milchigen Medien (wie  Milchglas, Opal, staubige Luft) werden die längeren Wellen weniger gestreut als die kürzeren. Deshalb erscheinen solche Medien im Durchlicht gelb bis rot, im Streulicht eher blau. Ein Beispiel hierfür ist das Blau des Himmels und das Rot des Sonnenauf- oder -untergangs.

### Brechung

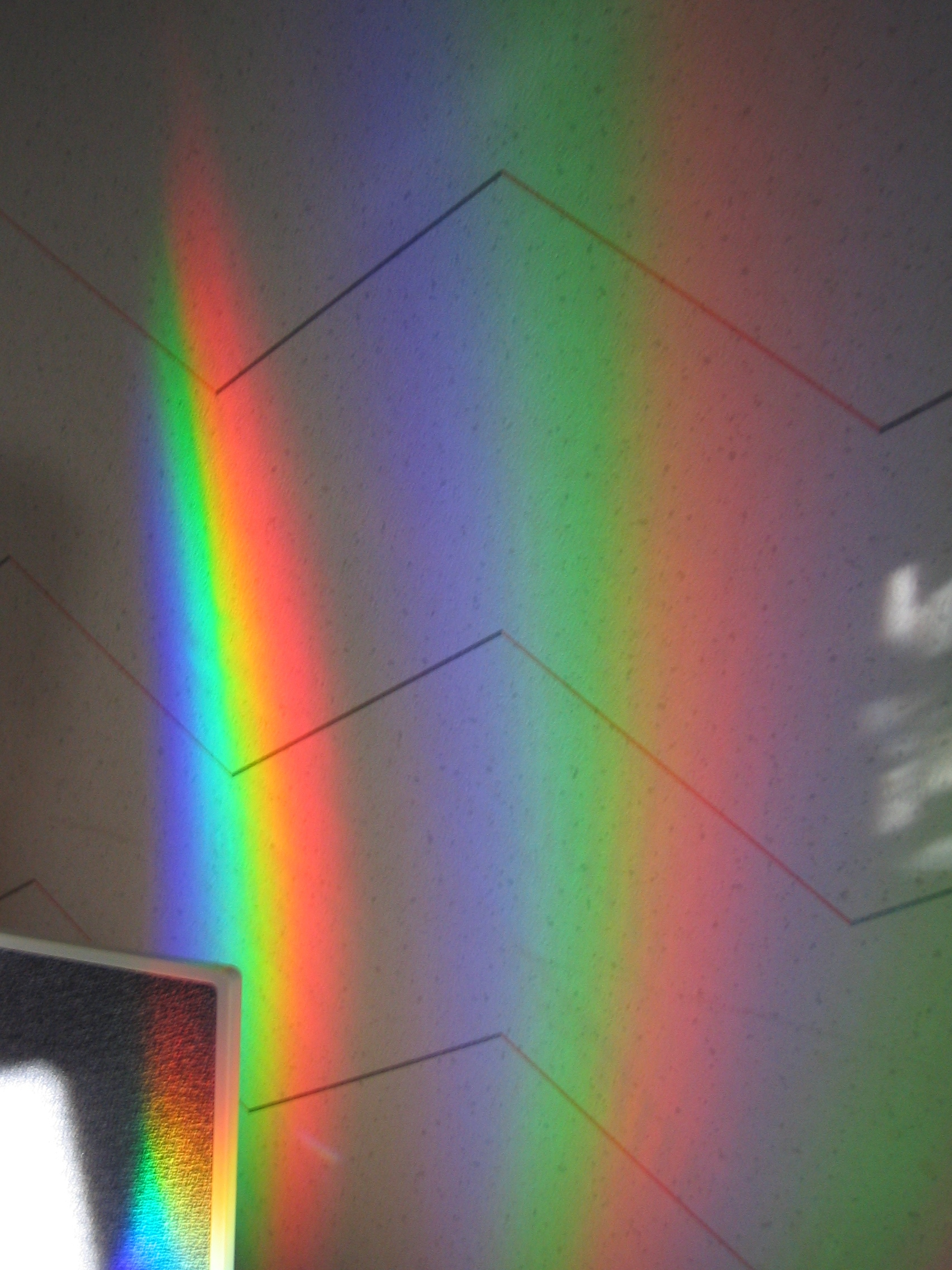
Dispersion: Farben durch unterschiedlich starke Brechung

Beim Durchgang des Lichtstrahls durch eine Grenzfläche zwischen zwei optisch durchsichtigen Medien mit unterschiedlichem Brechungsindex wird er durch den Unterschied in den Lichtgeschwindigkeiten abgelenkt. Licht unterschiedlicher Wellenlänge wird verschieden stark gebrochen, da die Lichtgeschwindigkeit in dichten Medien von der Wellenlänge abhängt. Polychromatisches (mehrfarbiges) Licht verschiedener Wellenlängen (entsprechend den verschiedenen wahrgenommenen Farben) wird unterschiedlich abgelenkt. So kommt es zu einer spektralen Aufspaltung, zur sogenannten Dispersion. Das bekannteste Beispiel ist der Regenbogen.

### Interferenz

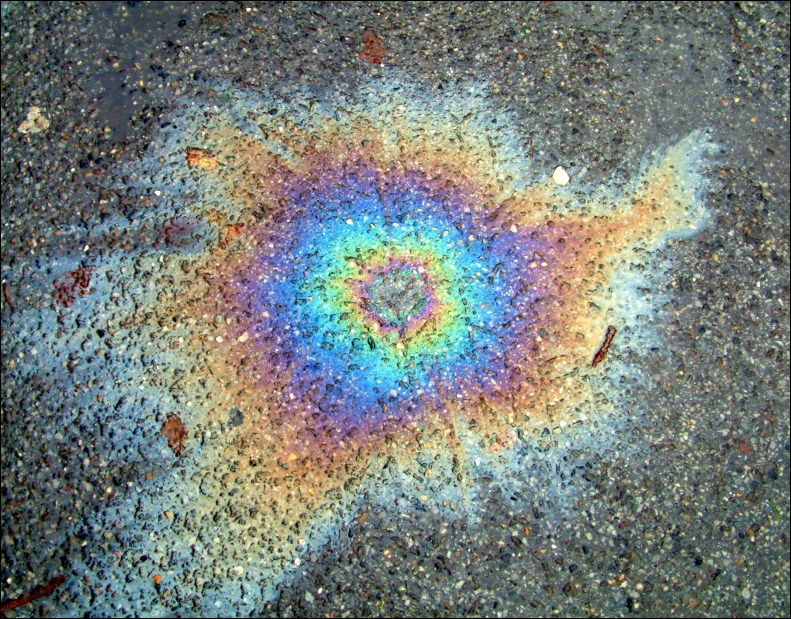
Öltropfen auf einer feuchten Straße durch Newtonsche Interferenz

Bei der Interferenz werden Lichtwellen an dünnen Schichten in zwei Anteile gespalten, die miteinander in eine Wechselwirkung von Verstärkung oder Auslöschung treten. Je nach der Schichtdicke findet die Auslöschung bei unterschiedlichen Wellenlängen statt. Dadurch verändert sich die spektrale Zusammensetzung des auftreffenden Lichtes, das reflektierte oder durchgelassene Licht erweckt deshalb einen Farbeindruck. Typisch sind die Farbringe von auf Wasser ausgebreiteten Öltropfen oder sich bewegenden Schlieren auf Seifenblasen. Sehr schöne Beispiele dafür sind auch die Interferenzfarben der Flügelfedern von Kolibris und Pfauen oder der Flügelschuppen von Schmetterlingen.

### Strukturfarben
Strukturfarben sind besondere Interferenzfarben. Sie entstehen, wenn regelmäßige Feinstrukturen zu einer Beugungsinterferenz zwischen den reflektierten oder durchtretenden Lichtwellen führen. Die dabei sichtbaren Farben hängen vom Einfallswinkel des Lichtes und von der Betrachtungsrichtung ab. Beispiele sind die „schillernden“ CDs oder Oberflächenhologramme. Auch die schillernden Oberflächen einiger Insekten wie Käfer und Schmetterlinge sowie die von Vogelfedern werden auf diese Art farbig.

## Transparenz
Die Transparenzfarbe (Durchsichtsfarbe), die von durchsichtigen oder durchscheinenden Körpern ausgehend wahrgenommen wird, kann unter gewissen Bedingungen als Lichtfarbe wirken. Für die spektrale Zusammensetzung wird hierbei der Transmissionsgrad τ(λ) benutzt. Bei fehlender Streuung kann dieses Spektrum nach Lambert und Beer zur Konzentrationsbestimmung genutzt werden.

## Farbmischung
Auf Körperfarben lässt sich die subtraktive Farbmischung anwenden. Die eigentliche visuelle Qualität (die Lichtfarbe) folgt nach Reflexion und Streuung der additiven Farbmischung.